# Інна Волосевич
Інна Волосевич (27 травня 1983 Славута) — українська письменниця, заступниця директора у дослідницькій агенції Info Sapiens.

## Біографія
Інна Волосевич народилась 27 травня 1983 року у місті Славуті, що у Хмельницькій області. У 2005 р. отримала диплом з відзнакою магістра соціології Національного університету «Києво-Могилянська Академія». Проживала у селі Залізне на Київщині. У зв'язку з російсько-українською війною у 2022 змушена була полишити дім.
Авторка збірки оповідань для дітей «Про Хлопчика, який не вмів робити нічого корисного» (2006). Переможниця у конкурсі «Рукомесло-2006» та фіналістка літературних конкурсів Коронація слова — 2006, Новела по-українськи 2017.
Має 15-річний досвід роботи у галузі досліджень. Є членкинею ESOMAR, Міжнародної соціологічної асоціації (ISA), Асоціації з вивчення національностей (ASN). Кількість досліджень, якими Інна керувала або до яких була залучена, перевищує 600.

## Творчість
- «Хлопчик, який не вмів робити нічого корисного» збірка оповідань (К.: Грані-Т, 2006)[4]

## Публікації
- Україна: підсумки Революції Гідності. Як змінилася країна і народ[5]
- Лише 9% українців хочуть їхати на роботу в Росію[6]
- Лише 19% росіян готові закінчити війну в Україні. Як тепер українці та росіяни ставляться один до одного. Дослідження[7]
- Українці довіряють армії, зріс запит на володіння короткоствольною зброєю для самозахисту[8]
- Вплив війни на молодь в Україні[9]

## Нагороди та премії
- 2006 р. — Переможниця у конкурсі «Рукомесло-2006» в номінації «Твори для дітей» з оповіданням «Хлопчик, який не вмів робити нічого корисного» (I місце)[10].
- 2006 р. — Дипломантка Міжнародного літературного конкурсу Коронація слова у номінації «П'єси» з драмою «Голубий дельтаплан».
- 2017 р. — Фіналістка літературного конкурсу Новела по-українськи від журналу Країна з новелою «Відьми»[11].
- 2022 р. — Cтипендіатка резиденції Міжнародного дому письменників в Латвії (Вентспілс, 2022-2023)
- 2023 р. — Стипендіатка резиденції «Spaces of freedom» (Асоціація КРОКОДИЛ, Белґрад, Сербія, 2023)[12]